# Albinus (Niederaltaich)
Albinus, auch Alwinus (* nach 1200; † 1279 in Niederaltaich) war ein Benediktiner und von 1273 bis 1279 Abt der Abtei Niederaltaich.
Albinus, von seinen Zeitgenossen als gut und gottesfürchtig (vir bonus et timens Deum) bezeichnet, wird 1252 erstmals als Kellerer des Klosters erwähnt. Unter seinem Vorgänger Abt Hermann nahm er eine wichtige Position in Verwaltung und Kanzlei ein und schrieb nach seinem Diktat einen Teil seiner Schriften nieder (per Alwinum monachum scribentem). Nach dem Rücktritt von Abt Hermann im Jahre 1273 wurde er an seiner statt zum Abt gewählt. Mit Rudolph von Habsburg stand er in gutem Einvernehmen, so dass dieser dem Kloster in der Folgezeit die Mautbefreiung in Österreich, wo das Kloster Besitzungen hatte, gewährte. Probleme gab es hingegen während seines Abbatiats mit den Herzögen von Bayern, die die Vogteigewalt über das Kloster ausübten und dafür eine jährliche Abgabe von 300 Gulden verlangten.